# Station Lozanne
Station Lozanne is een spoorwegstation in de Franse gemeente Lozanne.